# シン・ドンウク
シン・ドンウク（신동욱、1982年9月14日-）は、韓国の俳優である。身長186cm、体重72kg、血液型A型、韓国ソウル出身。国民大学校演劇映画学科。KBSタレント採用20期。
同じ1982年生まれの韓流スターは、いずれも長身の美男子が多く輩出され当たり年と言われ、他にピ(1982年6月25日生)、ヒョンビン(1982年9月25日生)、チュ・ジフン(1982年5月16日生)、イ・ジュンギ(1982年4月27日生)などがいる。
入隊時の2010年に‘複合性局所疼痛症候群（CRPS）’を発病し、
翌年2011年除隊後、6年間闘病生活を余儀なくされる。

## 主な出演作品

### テレビドラマ
- 知ることになるさ（2004年、KBS） - チェ・イルドゥ役
- ごめん、愛してる（2004年、KBS） - ミンジュの交際相手役
- オー！必勝（2004年、KBS） - オ・ジュンス役
- 二度目のプロポーズ（2004年、KBS） - セジュンの秘書役
- 香港エクスプレス（2005年、SBS） - キム・ジェヨン役
- 悲しみよ、さようなら（2005年-2006年、KBS） - パク・ドジン役
- ソウルメイト（2006年、MBC） - トンウク役
- 雲の階段（2006年、KBS） - チェ・ジョンス役
- ケータイ刑事 銭形海2ndシリーズ 歌だ!祭だ!芸術だ!〜ケータイ刑事文化祭inゴルゴダの森 後編（2007年、BS-i）
- 銭の戦争（2007年、SBS） - ハ・ウソン役
- オンエアー（2008年、SBS）
- 宝くじ3人組（2008年、KBS）
- ケータイ刑事 銭形海3rdシリーズ タキシード刑事来日!〜ムータコ殺人事件〜 （2008年、BS-i）
- 星をとって（2010年、SBS） - ウォン・ジュンハ役
- 番人〜もう一度、キミを守る〜（2017年、MBC） - オ・グァヌ役
- ライブ〜君こそが生きる理由〜（2018年、tvN） - チェ・ミョンホ役
- チャングムの末裔（2018年-2019年、MBC） - ハン・サネ役
- 浪漫ドクター キム・サブ2（2020年、SBS） - ペ・ムンジョン役
- 私たち、家族です～My Unfamiliar Family～（2020年、tvN）-イム・ゴンジュ役
- あなたに似た人（2021年、JTBC）-チョン・ソヌ役
- 今、別れの途中です  (2021-2022年、SBS) - ユン・ソウン役
- 私たちは今日から（2022年、SBS）- イ・ガンジェ役

### 舞台
- ケータイ刑事 銭形海 「歌だ!祭だ!芸術だ!〜ケータイ刑事文化祭inゴルゴダの森」(2007年11月、新宿THEATER APPLE）
- ケータイ刑事 銭形海 「後悔しないよ!死の航海?!〜超豪華キングアンドリウII世号殺人事件」(2008年2月、東京グローブ座）

### DVD
- 香港エクスプレス DVD-BOX（2007年2月28日、エプコット）
- 雲の階段 DVD-BOX（2007年7月20日、竹書房）
- シン・ドンウク／ファーストDVD「F・R・E・S・H!」（2007年11月23日、デジックス）
- 悲しみよ、さようなら パーフェクトBOX Vol.1（2008年2月8日、JVD）
- シン・ドンウク／セカンドDVD「S・W・E・E・T!」（2008年2月22日、デジックス）
- ソウルメイトDVD-BOX1（2008年2月22日、デジックス）
- 銭の戦争 DVD-BOX1（2008年2月22日、ジェネオン エンタテインメント）
- 悲しみよ、さようなら パーフェクトBOX Vol.2（2008年3月7日、JVD）
- ソウルメイトDVD-BOX2（2008年3月28日、デジックス）
- シン・ドンウク／ファースト・ファンミーティング in TOKYO（2008年3月28日、デジックス）
- シン・ドンウク／c’mon through & the stuff (CD+フォトブック付DVD)（2008年発売日未定延期、デジックス）
- ケータイ刑事文化祭inゴルゴダの森〜銭形海+THE MOVIE 2.1〜（2008年3月21日、ハピネット）
- 銭の戦争 DVD-BOX2（2008年3月21日、ジェネオン エンタテインメント）
- 銭の戦争 DVD-BOX ボーナスラウンド（2008年4月23日、ジェネオン エンタテインメント）
- ソウルメイトDVD-BOX（全巻セット）（2008年7月18日、デジックス）
- ソウルメイトvol.1〜6（全6巻）（2008年7月18日、デジックス）